# Cosmoledo
Cosmoledo is een opgeheven atol van de Seychellen in de Indische Oceaan. Cosmoledo ligt in het zuidwesten van de Seychellen, 1045 kilometer verwijderd van Victoria, de hoofdstad van de Seychellen op het eiland Mahé. Het atol maakt deel uit van de Aldabra-groep waarvan ook de atol-eilanden Aldabra, Astove en Assumption deel uitmaken. Cosmoledo is 14,5 kilometer lang (in oost-west richting) en 11,5 kilometer breed (in noord-zuid richting). De oppervlakte van het land is 4,6 km² terwijl die van het hele atol (de lagune inbegrepen) 153 km² is. Het koraalrif dat de lagune begrenst, heeft twee passages naar de zee in het zuidelijke deel. Binnen het atol is de zee ongeveer 8 meter diep. Het atol als geheel omvat een twintigtal eilanden en eilandjes, waaronder Menai in het westen en Wizard (ook wel Grande Ile geheten) in het oosten. Sinds 2018 heeft het atol een eco-camp voor sportvissers en eco-toeristen.

## Geschiedenis
Cosmoledo is naar verluidt vernoemd naar de Portugese ontdekkingsreiziger Antonio Goncalves Cosme Ledo. Zowel Menai als Wizard zijn vernoemd naar twee Britse schepen die in juli 1822 een bezoek brachten. Zoals op de meeste eilanden van de Seychellen is op Comoledo eind 19e eeuw de natuurlijke vegetatie verwijderd (waaronder mangrove) om plaats te maken voor plantages van katoen, sisal en later ook van maïs en kokosnoten. In 1878 constateerde ene Rivers dat er slachtingen van schildpadden hadden plaatsgevonden, dat mangroven gekapt waren en er een paar geiten rondliepen. Rond 1880 was Cosmoledo permanent bewoond. In 1895 zag een bezoeker dat er zo'n 200 à 300 kokospalmen waren aangeplant en dat er maïs werd verbouwd. Aangezien de grond uiteindelijk niet geschikt bleek voor landbouw, trokken de mensen weg. In 1901 woonden er nog maar heel weinig mensen, de meesten (vier) op Ile Nord-est waar nog exploitatie van guano plaatsvond. Sinds 1992 is het atol onbewoond. Wat rest van de vroegere menselijke activiteiten zijn de inmiddels overwoekerde ruïnes en een oud kampement met een begraafplaats op het eiland Menai.

## Fauna
Het eiland vormt een belangrijke broedplaats voor verschillende vogelsoorten en is aangewezen als een Important Bird and Biodiversity Area (IBA). De meest talrijke vogelsoort is de bonte stern (Onychoprion fuscatus) waarvan de kolonie met ruim 1 miljoen broedparen (telling 1999) de grootste van de Seychellen is. Ondanks de beschermde status wordt deze kolonie bedreigd door menselijke activiteiten, met name door de visserij, het rapen van eieren en het vangen van vogels. Deze problematiek beperkt zich overigens niet tot Cosmoledo. Het atol biedt ook een belangrijke broedgelegenheid voor drie soorten genten: de maskergent (Sula dactylatra), de roodpootgent (Sula sula) en de bruine gent (Sula leucogaster). Voor wat betreft de roodpootgent is de kolonie op Cosmoledo zelfs de grootste van het westelijk deel van de Indische Oceaan en voor de Bruine gent (Sula leucogaster) gaat het om de enige broedplaats van de Seychellen. Daarnaast bevindt zich op Cosmoledo de op de één na grootste kolonie van de Seychellen van de roodstaartkeerkringvogel (Phaethon rubricauda), de zwartnekstern (Sterna sumatrana) en de grote kuifstern (Thalasseus bergii). De grote fregatvogel (Fregata minor) was vroeger een algemene broedvogel op Cosmoledo, maar het aantal broedparen is sinds de jaren 70 van de 20e eeuw sterk verminderd. Verder komen er drie soorten vogels voor die niet zijn gebonden aan water en waarvan de ondersoorten alleen op de Seychellen voorkomen. Het zijn de madagaskarbrilvogel (Zosterops maderaspatana menaiensis), de souimangahoningzuiger (Nectarinia sovimanga buchenorum), die beide alleen op Cosmoledo en Astove voorkomen en de madagaskartortel Streptopelia picturata. Mogelijk betreft het hier een ondersoort die endemisch is voor Cosmoledo. Verder komt nog de madagaskargraszanger (Cisticola cherina) op Cosmoledo voor. Van deze soort wordt aangenomen dat deze pas relatief recent het eiland op natuurlijke wijze heeft gekoloniseerd. De madagaskargraszanger komt binnen de Seychellen alleen op Cosmoledo en Astove voor.
Op Cosmoledo komen ook reptielen voor. De soepschildpad (Chelonia mydas), ook wel groene zeeschildpad geheten, broedt er overal, maar deze soort staat onder druk als gevolg van bejaging door de mens. Cosmoledo is de enige plek op de Seychellen waar de ook op Madagaskar voorkomende hagedis Zonosaurus madagascariensis kan worden aangetroffen. Van de slangenoogskink Cryptoblepharus boutonii leeft op Cosmoledo de ondersoort aldabrae die voor wat betreft de Seychellen vrijwel geheel is beperkt tot de eilanden van de Aldabra-groep.

## Flora
De flora op Cosmoledo lijkt sterk op die van Aldabra. Er groeit veel Pemphis acidula maar er zijn ook veel plekken met grassen.